# Dolina pod Rzyźnię

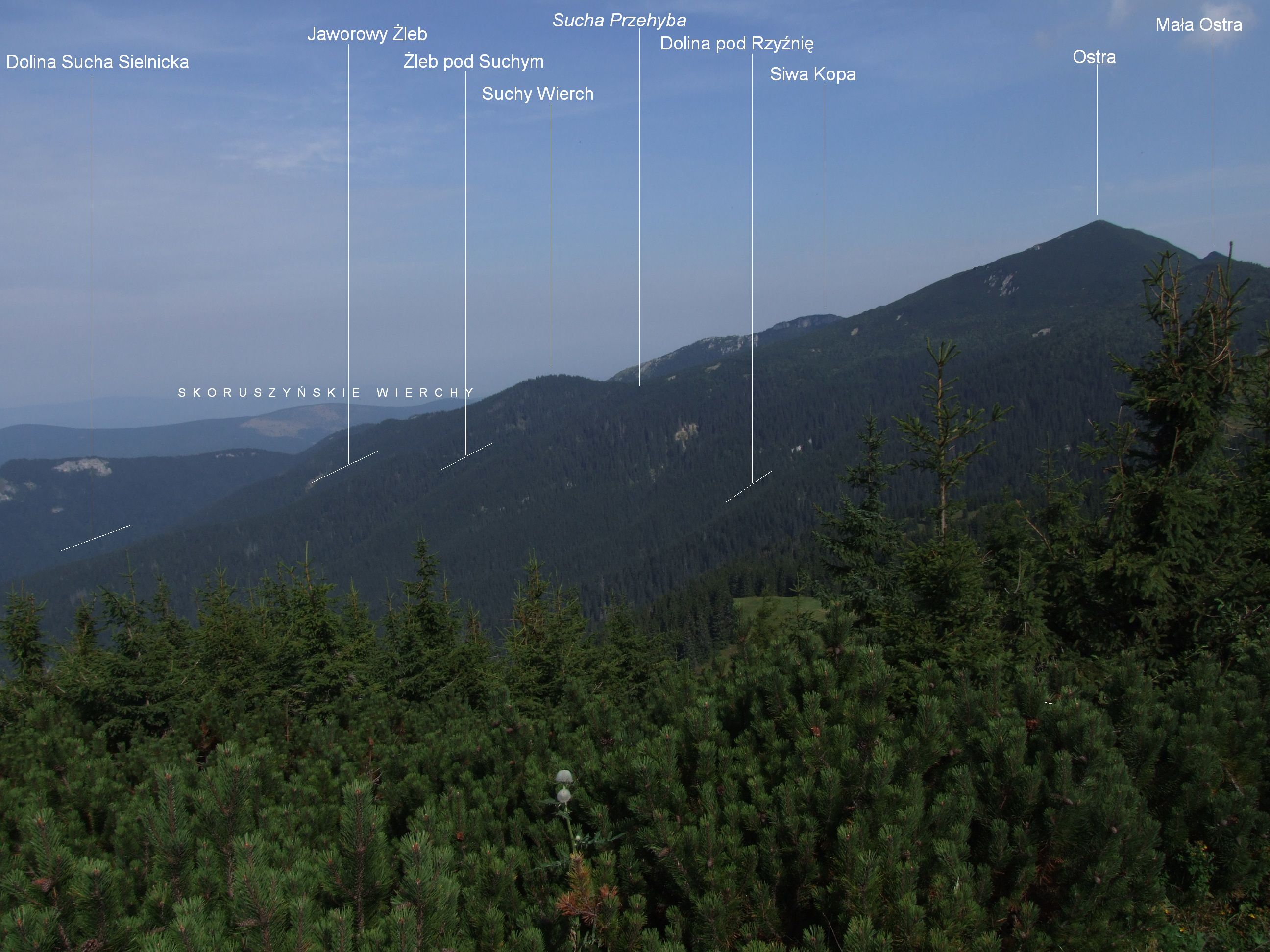
Widok z Babek

Dolina pod Rzyźnię (słow. Pod rizne) – środkowe z trzech odgałęzień Doliny Guniowej w słowackich Tatrach Zachodnich. Orograficznie prawe obramowanie Doliny pod Rzyźnię tworzy grzbiet Pośrednie odchodzący od grzbietu Ostra – Suchy Wierch, lewe grzbiet odchodzący od niewielkiej kopki tuż po północno-wschodniej stronie przełęczy Babkowa Przehyba. W tym ostatnim znajduje się kulminacja Žľaby (1417 m) i niewielka polana. Dolina pod Rzyźnię stanowi przedłużenie Doliny Guniowej i podchodzi pod Małą Kopę. Krótki grzbiet odchodzący od Małej Kopy na zachód dzieli jej górną część na dwie odnogi. Dolina pod Rzyźnię ma dwa orograficznie prawe odgałęzienia; jedno podchodzi pod Wielką Kopę, drugie pod grzbiet łączący Ostrą z Suchym Wierchem. Wszystkie mają żlebowaty charakter i spływają nimi niewielkie potoki zasilające Guniowy Potok.

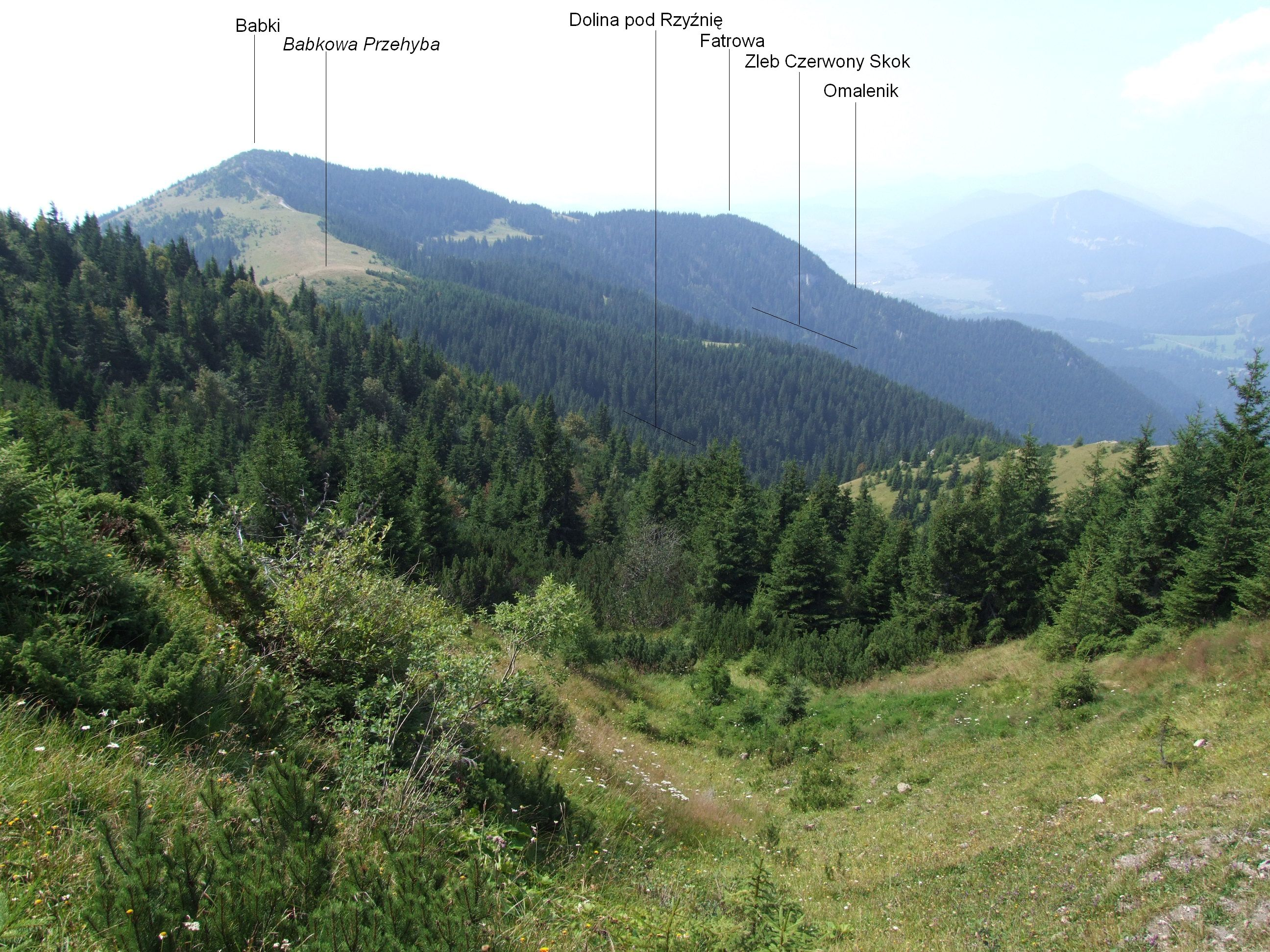
Górna część jednej z odnóg Doliny pod Rzyźnię

Dolina pod Rzyźnię jest niemal całkowicie zalesiona. Trawiaste są jedynie niewielkie partie na grzbiecie Babkowa Przehyba – Mała Kopa i Žľaby, ale stopniowo zarastają kosodrzewiną. Nie ma też żadnego znaczenia turystycznego. Nie prowadzą nią szlaki turystyczne i znajduje się na obszarze ochrony ścisłej TANAP-u. Zbudowana jest ze skał osadowych (skały węglanowe).